# Pomnik Tadeusza Kościuszki w Sanoku

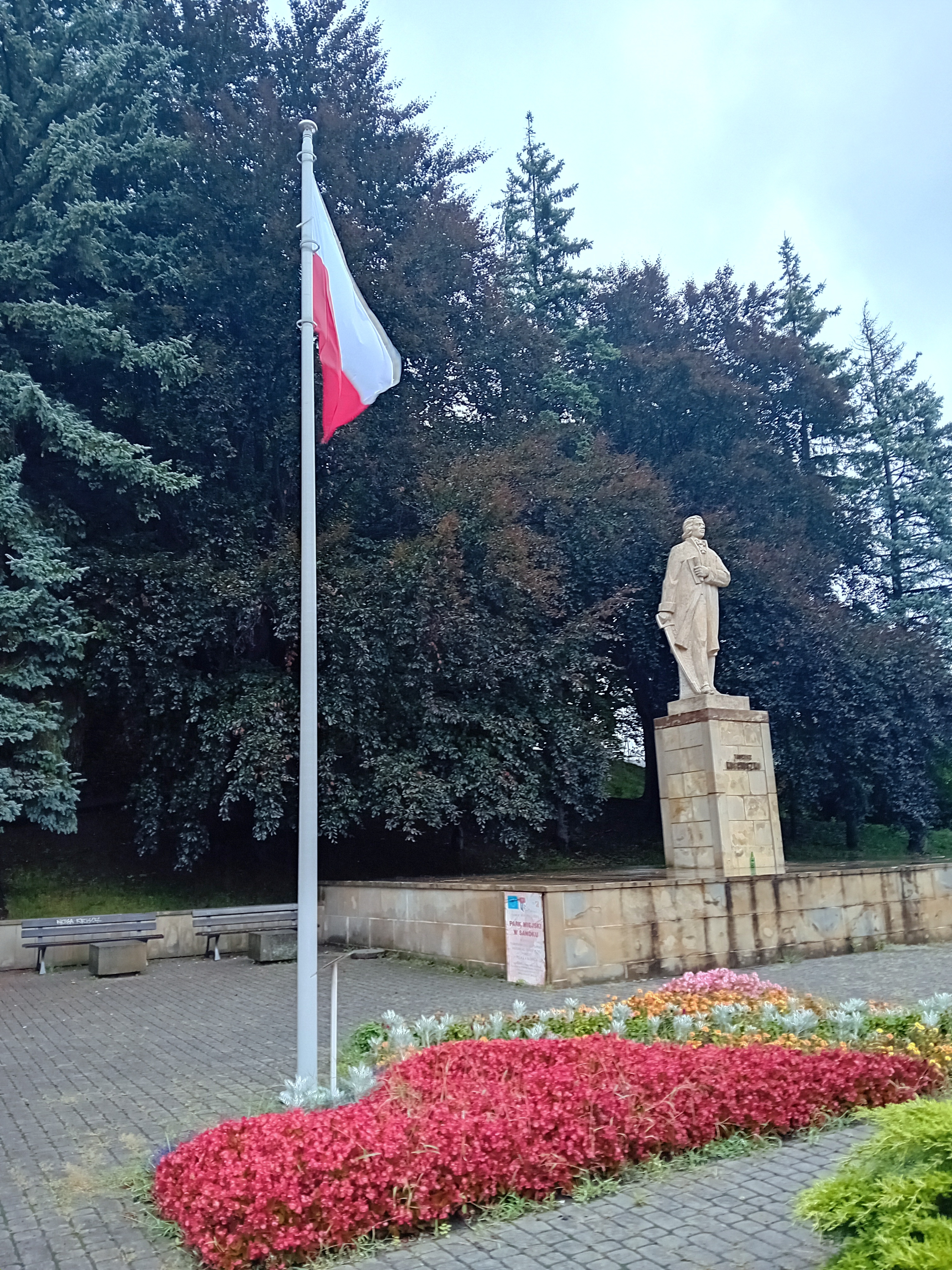
Pomnik w 2024

Pomnik Tadeusza Kościuszki w Sanoku – monument upamiętniający Tadeusza Kościuszkę w Sanoku.

## Historia
Pierwszy pomnik Tadeusza Kościuszki w Sanoku istniał w latach 1902-1941 i był ulokowany na placu św. Jana. Drugi pomnik Tadeusza Kościuszki w Sanoku powstał w ramach obchodów 800-lecia Sanoka i 1000-lecia Państwowości Polski (faktycznie obchody jubileuszu miasta miały mieć miejsce w 1950, gdyż pierwsza wzmianka o Sanoku jest datowana na 1150 rok, lecz uroczystości zostały opóźnione i faktycznie odbyły się 10 lat później w powiązaniu z jubileuszem Państwa Polskiego). W tym celu w 1956 powstał Społeczny Komitet Odbudowy pomnika Tadeusza Kościuszki w Sanoku (jego przewodniczącym był Tadeusz Walciszewski, a w skład weszli m.in. Jan Bezucha, Stefan Stefański i Mieczysław Przystasz). Początkowo powstała idea postawienia nowego pomnika w pierwotnym miejscu jego istnienia, czyli na placu św. Jana (wspierali ją Jadwiga Zaleska, Tomasz Tomasik, Emilia i Edmund Słuszkiewicz, Jan Świerzowicz), jednak ten zamysł nie został zrealizowany. 25 kwietnia 1957 Jadwiga Zaleska skierowała do Rady Narodowej w Sanoku list z apelem o odbudowę pomnika na placu św. Jana. W 1960 było awizowane powstanie pomnika w związku z przypadającą wówczas 550. rocznicą Bitwy pod Grunwaldem z 1410.
Ostatecznie wybrano nowe miejsce na lokalizację pomnika - centrum miasta przy ulicy Tadeusza Kościuszki, przy południowym zboczu Góry Parkowej i wejściu do Parku miejskiego im. Adama Mickiewicza. Wcześniej orientacyjnie w tym miejscu istniał budynek dworski, należący do Heleny Stupnickiej, o zwyczajowej nazwie „koci dworek”, następnie przeniesiony na obszar Muzeum Budownictwa Ludowego w Sanoku.
Pierwotnym projektantem pomnika był Karol Hukan (w międzyczasie zmarł), a późniejszymi i finalnymi byli Józef Małek i Józef Wajda w 1958. W połowie 1962 wykonano fundamenty pod pomnik. Wówczas została przygotowana bryła wapna, w której artysta rzeźbiarz Józef Potępa (adiunkt Akademii Sztuk Pięknych w Krakowie) przystąpił do realizacji pomnika. Wsparcia finansowego wspierającego działania Społecznego Komitetu Odbudowy udzielili Wojewódzki Komitet SFOS oraz Zakład Eksploatacyjny KN. Pomnik został wykonany z piaskowca pozyskanego z kamieniołomu w Pińczowie (otoczenie postumentu stworzono z piaskowca sprowadzonego ze Strzegomia).
Figura przedstawia Tadeusza Kościuszkę trzymającego w jednej ręce uniwersał połaniecki, a w drugiej szablę. Podstawowa inskrypcja na froncie cokoła podała, że na pomniku jest przedstawiony „Tadeusz Kościuczko”. Na bocznej, wschodniej ścianie cokołu z piaskowca została umieszczona dodatkowa inskrypcja informacyjna, która brzmi: „Zbudowano w 1962 staraniem obywatelskiego komitetu z dotacji społecznego funduszu odbudowy kraju i stolicy”. Wysokość całego pomnika wynosi ponad 7,20 m (figura wynosi 3,20 m, postument ponad 4 m). Teren otaczający pomnik zaprojektowali Antoni Kędzierski i Henryk Machnik.
Pomnik został umieszczony na zaplanowanym miejscu pod koniec sierpnia 1962. Uroczyste odsłonięcie nastąpiło 15 września 1962 (w zaplanowany pierwszy dzień obchodów 800-lecia miasta Sanoka), a dokonali go Leszek Rychter (przewodniczący Prezydium Miejskiej Rady Narodowej (MRN) w Sanoku) oraz Stefan Stefański (radny i dyrektor Muzeum Historycznego).
Renowacji pomnika dokonywano w 1979, 1999, 2008, 2016.
Otoczenie pomnika stało się miejscem obchodzenia uroczystości patriotycznych (Święto Narodowe Trzeciego Maja, Narodowe Święto Niepodległości). Plac wokół pomnika uchwałą Rady Miasta Sanoka z 10 kwietnia 2018 otrzymał nazwę Skwer Niepodległości.